# Sites mégalithiques du Rhône
Cet article présente la liste des sites mégalithiques situés dans le département du Rhône, en France.

## Inventaire
| Monument                              | Type   | Remarque         | Localisation     | Coordonnées                      | Illustration                            |
| ------------------------------------- | ------ | ---------------- | ---------------- | -------------------------------- | --------------------------------------- |
| Menhir de Montaberlet ou Pierre-Fitte | Menhir | Classé MH (1889) | Décines-Charpieu | 45° 46′ 10″ nord, 4° 56′ 16″ est | Menhir de Montaberlet, Décines-Charpieu |
| Dolmen du Suchel                      | Dolmen |                  | Valsonne         | à géolocaliser                   | Image manquante                         |